# OpenCourseWare

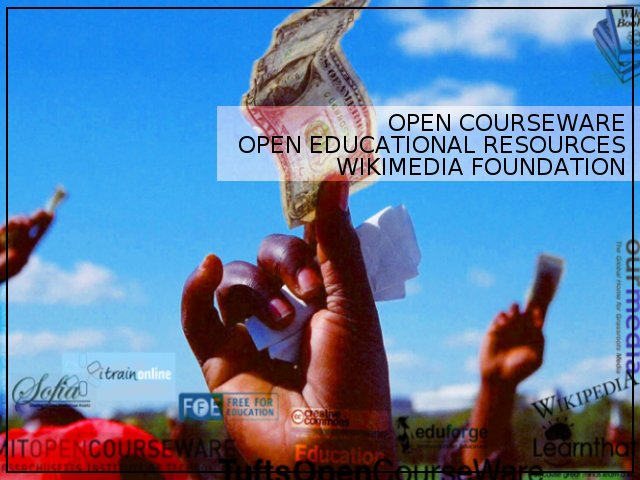
Open Course Ware

OpenCourseWare je anglický termín označující zpřístupnění studijních materiálů univerzit široké veřejnosti prostřednictvím internetu. Tento trend poprvé začala aplikovat MIT v rámci svého programu MIT OpenCourseWare. Jinými univerzitami s podobnými programy jsou například Yale University, University of California, Berkeley University či University of Notre Dame.
OCW je zpravidla bezplatné a nevyžadující registraci. Zpřístupněny bývají syllaby, studijní texty, případně též video či audio záznamy přednášek, které bývají organizovány do formy kurzu. Účastí na kurzu, na rozdíl od klasického vzdělávání, nevzniká nárok na žádný druh certifikátu či diplomu.